# Volvo Car Open 2016 - Qualificazioni singolare
Le qualificazioni del singolare del Volvo Car Open 2016 sono state un torneo di tennis preliminare per accedere alla fase finale della manifestazione. Le vincitrici dell'ultimo turno sono entrate di diritto nel tabellone principale. In caso di ritiro di una o più giocatrici aventi diritto a queste sono subentrate le lucky loser, ossia le giocatrici che hanno perso nell'ultimo turno ma che avevano una classifica più alta rispetto alle altre partecipanti che avevano comunque perso nel turno finale.

## Teste di serie
1. Elena Vesnina (qualificata)
2. Naomi Ōsaka (qualificata)
3. Samantha Crawford (ultimo turno, ritirata)
4. Kateřina Siniaková (primo turno)
5. Anna Tatišvili (primo turno)
6. Han Xinyun (primo turno)
7. Çağla Büyükakçay (qualificata)
8. Aleksandra Krunić (qualificata)

1. Jana Čepelová (ultimo turno, Lucky Loser)
2. Patricia Maria Tig (ultimo turno, Lucky Loser)
3. Sesil Karatančeva (qualificata)
4. Kristína Kučová (qualificata)
5. Verónica Cepede Royg (primo turno)
6. Alizé Lim (primo turno)
7. Jessica Pegula (primo turno)
8. Ysaline Bonaventure (ultimo turno)

## Qualificate
1. Elena Vesnina
2. Naomi Ōsaka
3. Cindy Burger
4. Sesil Karatančeva

1. Kristína Kučová
2. Lesley Kerkhove
3. Çağla Büyükakçay
4. Aleksandra Krunić

### Lucky loser
1. Jana Čepelová

1. Patricia Maria Tig

## Tabellone qualificazioni

### Legenda
| - Q = Qualificato - WC = Wild card - LL = Lucky loser | - ALT = Alternate - SE = Special Exempt - PR = Protected Ranking | - w/o = Walkover - r = Ritirato - d = Squalificato |

### Sezione 1
|  | Primo turno | Primo turno           | Primo turno           | Primo turno | Primo turno |  |  | Ultimo turno | Ultimo turno        | Ultimo turno        | Ultimo turno | Ultimo turno |  |
|  |             |                       |                       |             |             |  |  |              |                     |                     |              |              |  |
|  | 1           | Elena Vesnina         | Elena Vesnina         | 6           | 6           |  |  |              |                     |                     |              |              |  |
|  |             | Sílvia Soler Espinosa | Sílvia Soler Espinosa | 4           | 0           |  |  | 1            | Elena Vesnina       | Elena Vesnina       | 6            | 6            |  |
|  |             | Sara Sorribes Tormo   | 2                     | 6           | 7           |  |  |              | Sara Sorribes Tormo | Sara Sorribes Tormo | 4            | 4            |  |
|  | 15          | Jessica Pegula        | 6                     | 1           | 5           |  |  |              |                     |                     |              |              |  |

### Sezione 2
|  | Primo turno | Primo turno       | Primo turno       | Primo turno | Primo turno |  |  | Ultimo turno | Ultimo turno  | Ultimo turno  | Ultimo turno | Ultimo turno |  |
|  |             |                   |                   |             |             |  |  |              |               |               |              |              |  |
|  | 2           | Naomi Ōsaka       | Naomi Ōsaka       | 6           | 6           |  |  |              |               |               |              |              |  |
|  |             | Tereza Martincová | Tereza Martincová | 0           | 2           |  |  | 2            | Naomi Ōsaka   | Naomi Ōsaka   | 6            | 7            |  |
|  | WC          | Ellie Halbauer    | 0                 | 6           | 1           |  |  | 9            | Jana Čepelová | Jana Čepelová | 4            | 67           |  |
|  | 9           | Jana Čepelová     | 6                 | 4           | 6           |  |  |              |               |               |              |              |  |

### Sezione 3
|  | Primo turno | Primo turno          | Primo turno | Primo turno | Primo turno |  |  | Ultimo turno | Ultimo turno      | Ultimo turno      | Ultimo turno      | Ultimo turno |  |
|  |             |                      |             |             |             |  |  |              |                   |                   |                   |              |  |
|  | 3           | Samantha Crawford    | 6           | 1           | 6           |  |  |              |                   |                   |                   |              |  |
|  | WC          | Patty Schnyder       | 2           | 6           | 2           |  |  | 3            | Samantha Crawford | Samantha Crawford | Samantha Crawford |              |  |
|  |             | Cindy Burger         | 6           | 2           | 7           |  |  |              | Cindy Burger      | Cindy Burger      | Cindy Burger      | w/o          |  |
|  | 13          | Verónica Cepede Royg | 4           | 6           | 5           |  |  |              |                   |                   |                   |              |  |

### Sezione 4
|  | Primo turno | Primo turno        | Primo turno | Primo turno | Primo turno |  |  | Ultimo turno | Ultimo turno      | Ultimo turno      | Ultimo turno | Ultimo turno |  |
|  |             |                    |             |             |             |  |  |              |                   |                   |              |              |  |
|  | 4           | Kateřina Siniaková | 6           | 4           | 2           |  |  |              |                   |                   |              |              |  |
|  | WC          | Raveena Kingsley   | 4           | 6           | 6           |  |  | WC           | Raveena Kingsley  | Raveena Kingsley  | 0            | 5            |  |
|  |             | Andrea Hlaváčková  | 6           | 65          | 3           |  |  | 11           | Sesil Karatančeva | Sesil Karatančeva | 6            | 7            |  |
|  | 11          | Sesil Karatančeva  | 4           | 7           | 6           |  |  |              |                   |                   |              |              |  |

### Sezione 5
|  | Primo turno | Primo turno               | Primo turno     | Primo turno | Primo turno |  |  | Ultimo turno | Ultimo turno              | Ultimo turno              | Ultimo turno | Ultimo turno |  |
|  |             |                           |                 |             |             |  |  |              |                           |                           |              |              |  |
|  | 5           | Anna Tatišvili            | 6               | 0           | 5           |  |  |              |                           |                           |              |              |  |
|  |             | Michelle Larcher de Brito | 2               | 6           | 7           |  |  |              | Michelle Larcher de Brito | Michelle Larcher de Brito | 1            | 5            |  |
|  |             | Amra Sadiković            | Amra Sadiković  | 3           | 0           |  |  | 12           | Kristína Kučová           | Kristína Kučová           | 6            | 7            |  |
|  | 12          | Kristína Kučová           | Kristína Kučová | 6           | 6           |  |  |              |                           |                           |              |              |  |

### Sezione 6
|  | Primo turno | Primo turno        | Primo turno        | Primo turno | Primo turno |  |  | Ultimo turno | Ultimo turno       | Ultimo turno | Ultimo turno | Ultimo turno |  |
|  |             |                    |                    |             |             |  |  |              |                    |              |              |              |  |
|  | 6           | Han Xinyun         | 3                  | 7           | 4           |  |  |              |                    |              |              |              |  |
|  |             | Lesley Kerkhove    | 6                  | 5           | 6           |  |  |              | Lesley Kerkhove    | 1            | 6            | 6            |  |
|  | WC          | Laura Robson       | Laura Robson       | 3           | 3           |  |  | 10           | Patricia Maria Tig | 6            | 3            | 4            |  |
|  | 10          | Patricia Maria Tig | Patricia Maria Tig | 6           | 6           |  |  |              |                    |              |              |              |  |

### Sezione 7
|  | Primo turno | Primo turno         | Primo turno         | Primo turno | Primo turno |  |  | Ultimo turno | Ultimo turno        | Ultimo turno        | Ultimo turno | Ultimo turno |  |
|  |             |                     |                     |             |             |  |  |              |                     |                     |              |              |  |
|  | 7           | Çağla Büyükakçay    | 7                   | 1           | 7           |  |  |              |                     |                     |              |              |  |
|  |             | Julia Boserup       | 6(1)                | 6           | 67          |  |  | 7            | Çağla Büyükakçay    | Çağla Büyükakçay    | 7            | 6            |  |
|  |             | Alla Kudrjavceva    | Alla Kudrjavceva    | 3           | 6(0)        |  |  | 16           | Ysaline Bonaventure | Ysaline Bonaventure | 5            | 1            |  |
|  | 16          | Ysaline Bonaventure | Ysaline Bonaventure | 6           | 7           |  |  |              |                     |                     |              |              |  |

### Sezione 8
|  | Primo turno | Primo turno       | Primo turno   | Primo turno | Primo turno |  |  | Ultimo turno | Ultimo turno      | Ultimo turno      | Ultimo turno | Ultimo turno |  |
|  |             |                   |               |             |             |  |  |              |                   |                   |              |              |  |
|  | 8           | Aleksandra Krunić | 3             | 6           | 6           |  |  |              |                   |                   |              |              |  |
|  |             | Melanie Oudin     | 6             | 0           | 3           |  |  | 8            | Aleksandra Krunić | Aleksandra Krunić | 6            | 6            |  |
|  |             | Jovana Jakšić     | Jovana Jakšić | 6           | 6           |  |  |              | Jovana Jakšić     | Jovana Jakšić     | 0            | 2            |  |
|  | 14          | Alizé Lim         | Alizé Lim     | 1           | 3           |  |  |              |                   |                   |              |              |  |